# Eerste divisie
Eerste divisie (wym. [ˈeːrstə diˈvizi]) – druga liga holenderska w piłce nożnej. Jej rozgrywki wyłaniają zwycięzcę awansującego do Eredivisie. Występuje w niej 20 zespołów.